# Isopterygium perpallidum
Isopterygium perpallidum är en bladmossart som beskrevs av Edwin Bunting Bartram 1940. Isopterygium perpallidum ingår i släktet Isopterygium och familjen Hypnaceae. Inga underarter finns listade i Catalogue of Life.